# Statsministerns ställföreträdare (Danmark)
Statsministerns ställföreträdare (danska: statsministerns stedfortræder) är den minister, som övertar den danska statsministerns uppgifter när statsministern är frånvarande. Precis som att den ställföreträdande regeringschefen i Finland och Sverige inofficiellt brukar kallas ”vice statsminister”, används både i pressen och på Christiansborg termen vicestatsminister om ställföreträdaren, fast det inte är den formella termen. Ställföreträdaren är normalt den som står först i Statsrådsrækkefølgen. Termen "vice statsminister" eller "ställföreträdande statsminister" har tidigare inte använts formellt av danska regeringar. Detta skedde först vid tillträdet av Regeringen Frederiksen II, då partiledaren för det näst största partiet Venstre, Jakob Ellemann-Jensen, blev den första minister att formellt bära titeln vice statsminister.
I koalitionsregeringar, är statsministerns ställföreträdare ofta ledaren för det näst största regeringspartiet.